# إيدا كارستوفت
إيدا كاثرين كارستوفت (ولدت في 29 أكتوبر 1995) هي رياضية دنماركية. تنافست في سباق 4 × 100 متر تتابع للسيدات في بطولة العالم لألعاب القوى 2019. فازت كارستوفت بالميدالية البرونزية في سباق 200 متر في بطولة أوروبا 2022. شاركت في سباق 4 × 100 متر تتابع للسيدات في دورة الألعاب الأولمبية الصيفية 2020 في طوكيو وغابت عن النهائي على الرغم من تسجيله زمنًا قياسيًا جديدًا قدره 43.51 ثانية. فازت بالميدالية البرونزية في بطولة أوروبا في ميونيخ بزمن 22.72 ثانية خلف السويسري موجينجا كامبونجي ودينا آشر سميث من المملكة المتحدة.
في عام 2018 أصبحت كارستوفت بطلة دنماركية في سباق الجري الخارجي لمسافة 400 متر وبطلة داخلية في سباق 200 متر. كما أصبحت أيضًا بطلة الدنمارك داخل الصالات لمسافة 60 مترًا في عام 2022.
بدأت مسيرتها الرياضية كلاعبة كرة قدم في الدوري الدنماركي، حيث أنها اختيرت لمباراتين منتخب الدنمارك لكرة القدم للسيدات. ولكن خلال فترة الإصابة، تم اكتشاف قدراتها في الركض السريع أثناء ممارسة الجري وانتقلت إلى ألعاب القوى.